# Séisme du 28 décembre 1908 à Messine
Le séisme de 1908 à Messine est un tremblement de terre qui s'est produit à 5 h 20 le 28 décembre 1908 dans le détroit de Messine et a touché le Nord-Est de la Sicile et la pointe Sud-Ouest de la Calabre. La secousse d'une durée de 30 secondes est suivie d'un tsunami qui détruit les villes de Messine, Reggio de Calabre et Palmi. La catastrophe fait de 75 000 à 200 000 morts selon les estimations.

## Contexte

L'Italie entre la plaque africaine et la plaque eurasiatique.

Aucun signe avant-coureur n'a annoncé le séisme, à la différence des séismes précédents de 1895 et 1905.
Néanmoins, le jeudi 10 décembre 1908, à 7 heures, à Montalbano Elicona dans la province de Messine, distante d'environ 75 km de Messine, une très forte secousse, suivie de plusieurs autres a été ressentie. Elle a endommagé fortement le soir la mairie, l'église et plusieurs maisons.

## Déroulement
La secousse, à 5 h 21, a été longue de 30 secondes, avec une magnitude de 7,1 sur l'échelle de Richter.
Elle a été accompagnée de répliques bruyantes pendant plusieurs heures, et suivie, quelques minutes après, d'un tsunami de douze mètres de haut balayant les rivages de Pellaro et Lazzaro en Calabre, Riposto et Paradiso en Sicile. Ses effets ont été ressentis jusqu'à Naples.

## Conséquences

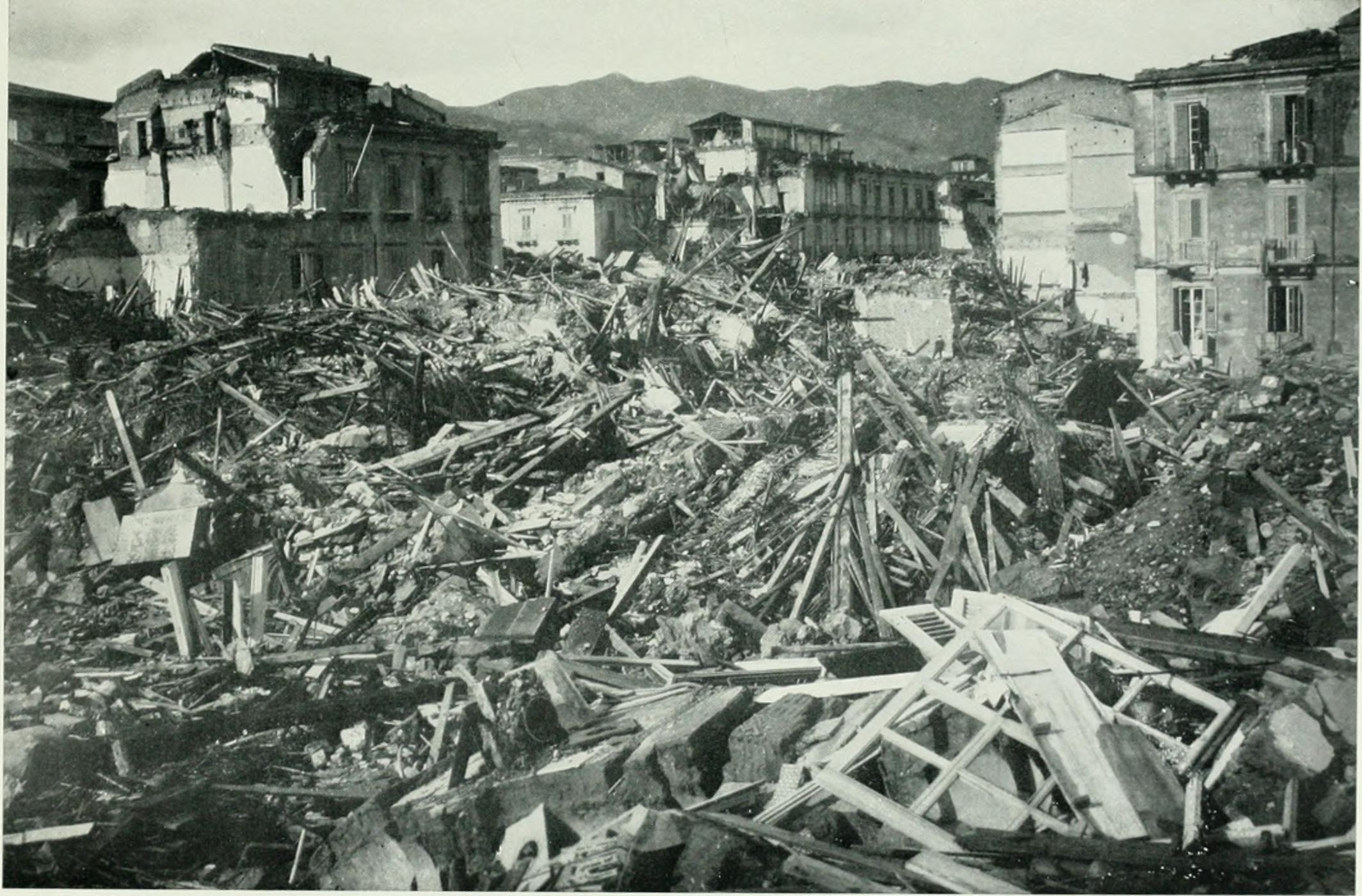
Messine après le tremblement de terre.

L'une des villes les plus peuplées d'Italie, Messine, voit 90 % de ses bâtiments touchés. Les câbles téléphoniques et télégraphiques du détroit de Messine sont rompus. La mortalité est plus élevée en Calabre qu'en Sicile, et on dénombre entre 70 000 et 100 000 tués. La Croix-Rouge met plusieurs jours à atteindre Messine du fait de la destruction des moyens de communication terrestres. Les archives municipales de la ville sont anéanties, privant définitivement les historiens de précieux documents.
La médiatisation de l'événement est internationale et il prend une large place durant les semaines qui suivent dans la presse italienne. Les survivants sont évacués et accueillis dans toute l'Italie. Mais rapidement considérés comme un problème de sécurité publique, ils reviennent sur place quelques semaines plus tard et sont hébergés dans des baraquements provisoires à la périphérie de Messine et Reggio, qui resteront utilisés dans la ville sicilienne jusqu'à la Seconde Guerre mondiale dans des conditions d'hygiène et de sécurité précaires. Deux crues soudaines des rivières qui traversent Messine font plusieurs morts en octobre 1917. Le drame renforce également l’émigration italienne.
Alors que la sismologie italienne s'est considérablement développée durant le quart de siècle qui va du séisme de Casamicciola de 1883 à celui de Messine, le discours technique et scientifique domine pour expliquer les origines de la catastrophe. Des associations professionnelles telles que la Société des ingénieurs et architectes, des instituts scientifiques comme l’Institut royal pour l’encouragement des sciences de Naples (présidé par le parlementaire Francesco Saverio Nitti), des sociétés savantes telle la Société géographique italienne, publient dans les deux années qui suivent des études et rapports pour comprendre les raisons de la catastrophe — qu'ils attribuent unanimement à la forte sismicité du détroit de Messine et à l'instabilité géologique du sol d'une part, à l'urbanisme trop dense et à la fragilité des bâtiments d'autre part — et livrer des solutions pour empêcher sa répétition. À l'époque, il est question d'abandonner Messine et de la couvrir de chaux vive pour éviter les épidémies. La commission géologique d’État conseille une délocalisation car elle juge le plateau côtier d’origine alluviale sur lequel la ville est édifiée trop instable pour assurer la sécurité des nouvelles constructions.
L'importance du caractère maritime pour la reconstruction économique convainc d'un reconstruction au même endroit. En revanche, le gouvernement de Giovanni Giolitti rédige un code de construction et de planification antisismique pour les zones frappées par le séisme de 1908 et les précédents, limitant la hauteur des bâtiments à 10 mètres (13 pour les bâtiments publics) et deux étages, et imposant une largeur minimale aux rues. Les reconstructions adoptent largement le béton armé, plus à même de résister aux secousses. Le gouvernement encourage également la recherche scientifique par la constitution des deux commissions, l’une sur les conditions géologiques du détroit, l’autre sur les normes techniques de construction à prévoir pour réduire les risques d'écroulements lors de prochains phénomènes sismiques.
Profitant de la catastrophe pour mettre en valeur la solidarité nationale alors que l'Unité italienne reste combattue par une frange de la population de l'île, le gouvernement fait voter dès le 9 janvier 1909 une loi finançant les opérations de secours, accordant le versement d'aides exceptionnelles aux communes touchées et les exonérant d'impôts. La reconstruction de la ville bénéficie de dons venus de toute l'Europe et prend presque vingt-cinq ans. Les bâtiments historiques qui n'ont pas été détruits par le séisme sont quasiment tous rasés pour l'édification d'une nouvelle cité grâce à des dérogations législatives aux règles générales d'urbanisme, facilitant les expropriations et laissant place à une ville moderne, terrain pour la spéculation immobilière et la corruption. La reconstruction coûte l'équivalent de 116 millions de dollars américains de l'époque (
3301 millions actuels).
Par cet afflux financier dans les bâtiments et travaux publics, Messine devient économiquement dépendant du secteur immobilier, et connait une tertiarisation plus précoce que le reste de l'île, au détriment des activités portuaires historiques. Il provoque également un exode rural sicilien vers Messine encore en ruine, la ville dépassant déjà les 100 000 habitants dix ans après le drame, ce que ne peut absorber le rythme prévu de construction de logements.
Dès 1927, le code de 1909 est allégé, assouplissant les contraintes de hauteur et autorisant les constructions de trois étages. L'interdiction de construire à moins de 100 mètres du rivage est levée par le régime fasciste, jusqu'à une déréglementation quasi totale lors de la reconstruction après la Seconde Guerre mondiale.

### Iconographie
- Max Beckmann, Scène de la destruction de Messine, huile sur toile, 254,6 × 267,7 cm, 1909, musée d'Art de Saint-Louis, (tableau sur le site du musée)